# Décembre 1867

## Événements
- Afrique : l’expédition militaire britannique de Sir Robert Napier débarque à Massaoua, en Éthiopie, avec 32 000 hommes et une quarantaine d’éléphants venus des Indes, pour libérer les diplomates britanniques emprisonnés en 1866. L’avance de Napier est favorisée par l’attitude du ras du Tigré, Cassa, qui est en lutte ouverte contre le négus Théodoros II.
  - L’expédition de Sir Rober Napier ramènera en Angleterre quelque cinq cents manuscrits éthiopiens.

- 21 décembre : les « lois de décembre » dotent l’Autriche d’un régime libéral. Mais cette constitution, favorable aux Allemands, provoque le mécontentement des Slaves. Le comte Goluchowsky obtient l’autonomie complète pour la Galicie.

- 27 décembre, Canada : le député conservateur Joseph-Godric Blanchet devient président de l'assemblée nationale du Québec

## Naissances
- 4 décembre : Elvira Madigan, artiste de cirque danoise († 20 juillet 1889).
- 5 décembre : Józef Piłsudski, homme politique polonais († 12 mai 1935).
- 8 décembre : El Jerezano (Manuel Lara Reyes), matador espagnol († 7 octobre 1912).
- 10 décembre : Ker-Xavier Roussel, peintre français († 5 juin 1944).
- 13 décembre : Kristian Birkeland, physicien norvégien († 1917).
- 27 décembre : Léon Delacroix, homme d'État belge († 15 octobre 1929).
- 31 décembre : Edward Maxwell, architecte.

## Décès
- 4 décembre : Engelbert Sterckx, cardinal belge, archevêque de Malines (° 2 novembre 1792).
- 21 décembre : Karl Friedrich Schimper, botaniste et géologue allemand (° 1803).
- 22 décembre : Théodore Rousseau, peintre français (° 1812) chef de file des peintres de l’école de Barbizon.
- 29 décembre : Ludger Labelle, journaliste et politicien.